# Hohenackeria exscapa
Hohenackeria exscapa là một loài thực vật có hoa trong họ Hoa tán. Loài này được (Steven) Grande mô tả khoa học đầu tiên năm 1926.